# Leif Andrée
Leif Allan Andrée est un acteur suédois, né le 29 janvier 1958 à Stockholm.

## Filmographie partielle

### Cinéma
- 1989 : Les Femmes sur le toit : Oskar
- 1996 : Kalle Mikael détective vit dangereusement (Kalle Blomkvist - Mästerdetektiven lever farligt) de Göran Carmback
- 2000 : Pelle Svanslös och den stora skattjakten de Mikael Ekman : Bill
- 2003 : Kitchen Stories de Bent Hamer : Dr. Ljungberg
- 2009 : Un été suédois de Fredrik Edfeldt : Gunnar

### Télévision
- 1997 : Pelle Svanslös : Bill
- 2007 : Contre-enquête : Leif Persson
- 2012 : Real Humans : 100 % humain : Roger, père adoptif de Kevin, et mari de Thérèse
- 2021 : Complètement à cran : Roger

## Doublage
- 2012 : Rebelle :  le roi Fergus
- 2003 : Le Monde de Nemo : Marvin
- 2016 : Bamse et la fille de la sorcière : Knocke och Smocke